# Община (Благоварский район)
Община (баш. Община) — деревня в Благоварском районе Республики Башкортостан России.
Входит в состав Дмитриевского сельсовета. 
С 2005 современный статус.

## История
Статус деревня, сельского населённого пункта, посёлок получил согласно Закону Республики Башкортостан от 20 июля 2005 года N 211-з «О внесении изменений в административно-территориальное устройство Республики Башкортостан в связи с образованием, объединением, упразднением и изменением статуса населенных пунктов, переносом административных центров»:

 ст.1

6. Изменить статус следующих населенных пунктов, установив тип поселения - деревня:

1) в Благоварском районе:…

к) поселка Община Дмитриевского сельсовета

## Население
| 2002 | 2009 | 2010 |
| ---- | ---- | ---- |
| 73   | ↘66  | ↗69  |

национальный состав
Согласно переписи 2002 года, преобладающие национальности — русские (52 %), башкиры (29 %).

## Географическое положение
Расстояние до:
- районного центра (Языково): 63 км,
- центра сельсовета (Дмитриевка): 8 км,
- ближайшей ж/д станции (Буздяк): 24 км.